# 11158 Cirou
11158 Cirou este o planetă minoră (asteroid) din centura de asteroizi. A fost descoperită pe 8 ianuarie 1998 la observatoire de la Côte d'Azur⁠(d) de OCA-DLR Asteroid Survey⁠(d) și a fost numită după Alain Cirou⁠(d). 
Obiectul prezintă o orbită caracterizată de o semiaxă mare de 2,1956629 UAi, o excentricitate de 0,06, o înclinație de 2,87188 ° în raport cu ecliptica.